# Кёрби, Персивал
Пе́рсивал Ро́бсон Кёрби (англ. Percival Robson Kirby; 1887 — 1970) — южноафриканский музыковед и общественный деятель шотландского происхождения.

## Биография
В 1910 году окончил Абердинский университет и в 1910—1913 годах продолжил образование в Королевском музыкальном колледже у Чарльза Вильерса Стэнфорда. В 1914 году приезжает в ЮАС, где обосновывается и начинает работать в Йоханнесбурге. Один из организаторов Национального департамента просвещения. В 1921 году становится профессором колледжа, а в 1922—1952 годах уже Университета Витватерсранда в Йоханнесбурге. В 1927 году организовал Симфонический оркестр Йоханнесбурга, в 1930 году оркестр университета; дирижёром обоих коллективов был долгое время. Многие годы изучал музыкальную культуру народов Южной Африки, записывал музыкальный фольклор. Классическим считается его труд «Музыкальные инструменты коренных народов Южной Африки» (1934), где подробно описывает не только музыкальные инструменты и способы игры на них, но и различные обряды и церемонии, воспроизводит широкую картину музыкальной жизни местного населения (банту и других). Активно публиковался. Возглавлял многие южноафриканские музыкальные общества. Писал песни и музыку к спектаклям университетского театра.

## Сочинения
- The kettle-drums. A book for composers, conductors and kettle-drummers. — Oxford university press, 1930.  p. 73.
- The Gora and its Bantu Sucessors: A Study in South African Native Music. Bantu Studies, Vol. 5 (1), 1931, S. 89–109
- The Reed-Flute Ensembles of South Africa: A Study in South African Native Music. // The Journal of the Royal Anthropological Institute of Great Britain and Ireland, Vol.63, Juli – Dezember 1933, S. 313–388
- Trumpets of Tut-Ankh-Amen and Their Successors. In: The Journal of the Royal Anthropological Institute of Great Britain and Ireland. Band 77, Nr. 1, 1947, S. 33–45.
- The musical instruments of the native races of South Africa, London, 1934; 2-е изд. Johannesburg, 1965.
- A Source Book On The Wreck Of The Grosvenor East Indiaman. — Cape Town, The Van Riebeeck Society, 1953.
- Sir Andrew Smith, M. D., K. C. B. Balkema, Kapstadt 1965. (биография Эндрю Смита)